# Национальная библиотека Таиланда
Национальная библиотека Таиланда (англ. National Library of Thailand, тайск. หอสมุดแห่งชาติ) — библиотека, находящаяся в столице Таиланда Бангкоке.

## История
В 1883 году король Рама V основал библиотеку, названную в честь своего старшего брата, принца Вачираянаварораса. Библиотека располагалась в Большом Королевском дворце и служила хранилищем для королевских архивов, буддийских текстов, исторических документов и других ценных материалов, принадлежавших королевской семье и государству.
Библиотека формировалась из личных коллекций короля и других членов королевской семьи, а также из книг и рукописей, собранных со всей страны. Особое внимание уделялось буддийским текстам, написанным на пальмовых листьях.
В первые годы своего существования библиотека быстро росла, пополняясь новыми материалами.
В 1905 году библиотеки Вачираян, Мангса и Буддхасасанасангат были объединены в одну — Национальную библиотеку. Это означало, что библиотека стала главным хранилищем знаний и культуры всего Таиланда, а не только королевской семьи.
В 1914 году библиотека переехала в здание бывшей Королевской конюшни на улице На Пратхат, рядом с Большим Королевским дворцом. Управление библиотекой было передано Министерству образования, что подчёркивало её роль в просвещении и образовании нации.
Национальная библиотека активно пополняла свои коллекции, приобретая книги, рукописи, карты, фотографии и другие материалы как внутри страны, так и за рубежом. Этот период был временем значительных политических и социальных изменений в Таиланде, включая переход от абсолютной монархии к конституционной. Национальная библиотека играла важную роль в сохранении национального самосознания и культуры в этот период.
После завершения Второй мировой войны перед Национальной библиотекой встала задача восстановления и обновления. В 1966 году библиотека переехала в новое здание, специально построенное на улице Самсен в Бангкоке. Это здание, в котором библиотека находится и сейчас, позволило значительно увеличить фонды и улучшить условия хранения.
В этот период началось внедрение современных библиотечных технологий, таких как каталогизация и автоматизация библиотечных процессов.
Национальная библиотека стремилась сделать свои ресурсы более доступными для широкой аудитории, организуя выставки, лекции и другие мероприятия. Библиотека также играла важную роль в подготовке библиотечных специалистов для всей страны.
В XXI веке Национальная библиотека активно работает над переводом своих коллекций в цифровой формат. Библиотека предоставляет онлайн-каталог, который позволяет пользователям искать книги и другие материалы через интернет, активно сотрудничает с другими национальными библиотеками и международными организациями и участвует в совместных проектах и обменивается опытом.
Библиотека также уделяет внимание сохранению нематериального культурного наследия Таиланда, такого как традиционная музыка, танцы и ремёсла. 

## Цели
Основной целью библиотеки является сбор, сбережение и поддержание всех материалов, связанных с Таиландом, включая книги, рукописи, карты, фотографии, аудио- и видеозаписи. Библиотека выполняет роль национального архива, где хранятся важные исторические документы и записи, и предоставляет доступ к своим коллекциям исследователям, студентам и широкой аудитории.
Национальная библиотека издаёт научные работы, каталоги и другие публикации, посвящённые культуре и истории Таиланда.
Библиотека активно взаимодействует с другими национальными библиотеками и международными организациями в сфере сохранения культурного наследия.

## Коллекции
В распоряжении библиотеки находится обширное собрание древних манускриптов, в том числе пальмовых листьев с текстами буддийских сутр и других ценных документов, множество книг и периодических изданий на тайском и других языках, коллекция карт и фотографий, которые отражают историю и географию Таиланда и записи тайской традиционной музыки, театральных представлений и других культурных событий.